# Pullmanwagen

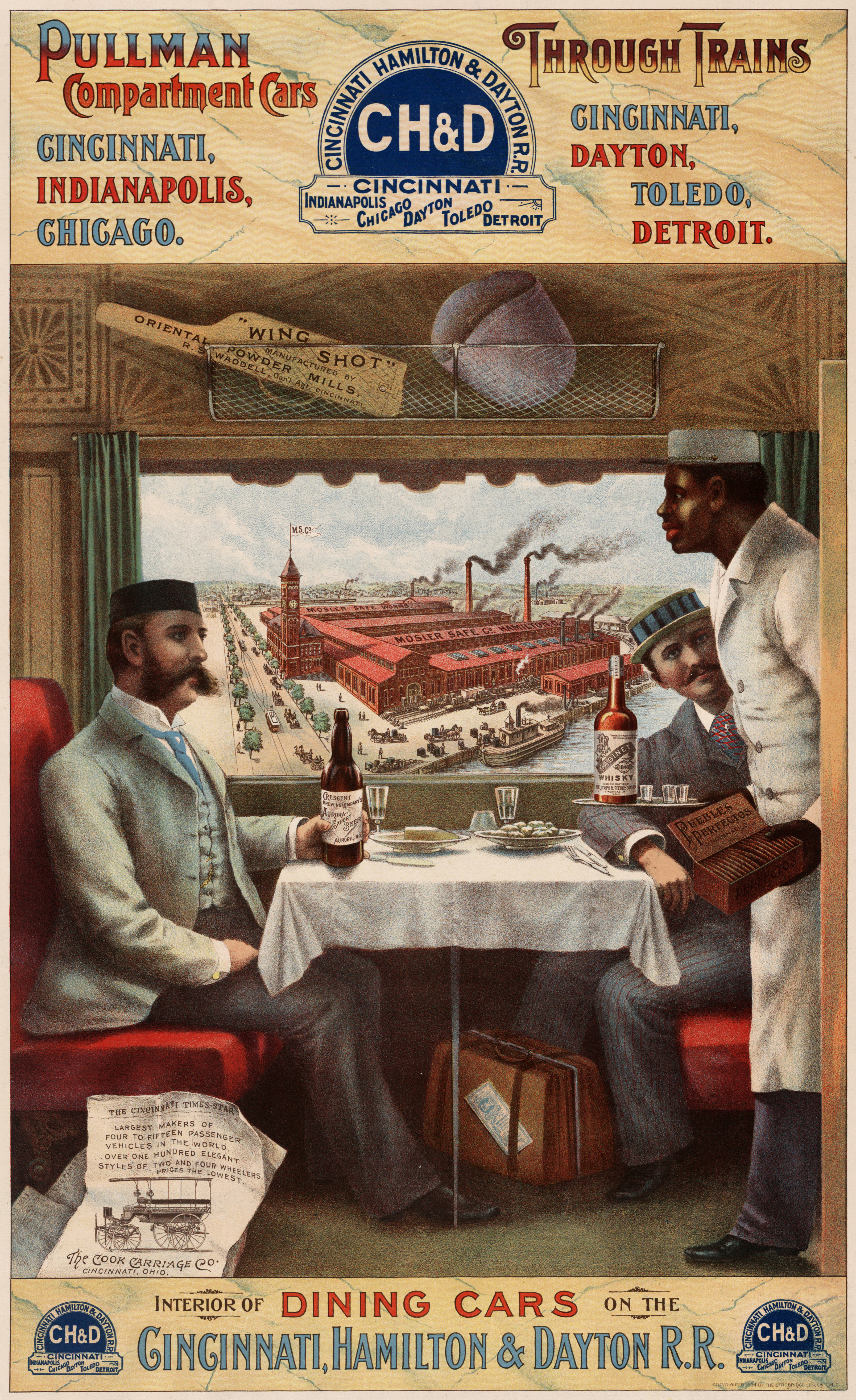
Werbeplakat einer amerikanischen Bahngesellschaft aus dem Jahr 1894 für Pullmanwagen

Als Pullmanwagen werden verschiedene Arten von Eisenbahnwagen bezeichnet. Meist bezieht sich die Bezeichnung auf die luxuriösen, von der amerikanischen Pullman Palace Car Company gebauten und auf dem nordamerikanischen Eisenbahnnetz betriebenen Schlaf- und Salonwagen oder auf die in den 1920er Jahren durch die Compagnie Internationale des Wagons-Lits in Europa eingeführten, komfortablen Salonwagen. Darüber hinaus wurde „Pullmanwagen“ zum Überbegriff oder Spitznamen für verschiedene, besonders komfortable Eisenbahn- und Straßenbahn-Fahrzeuge.

## Pullmanwagen in den USA

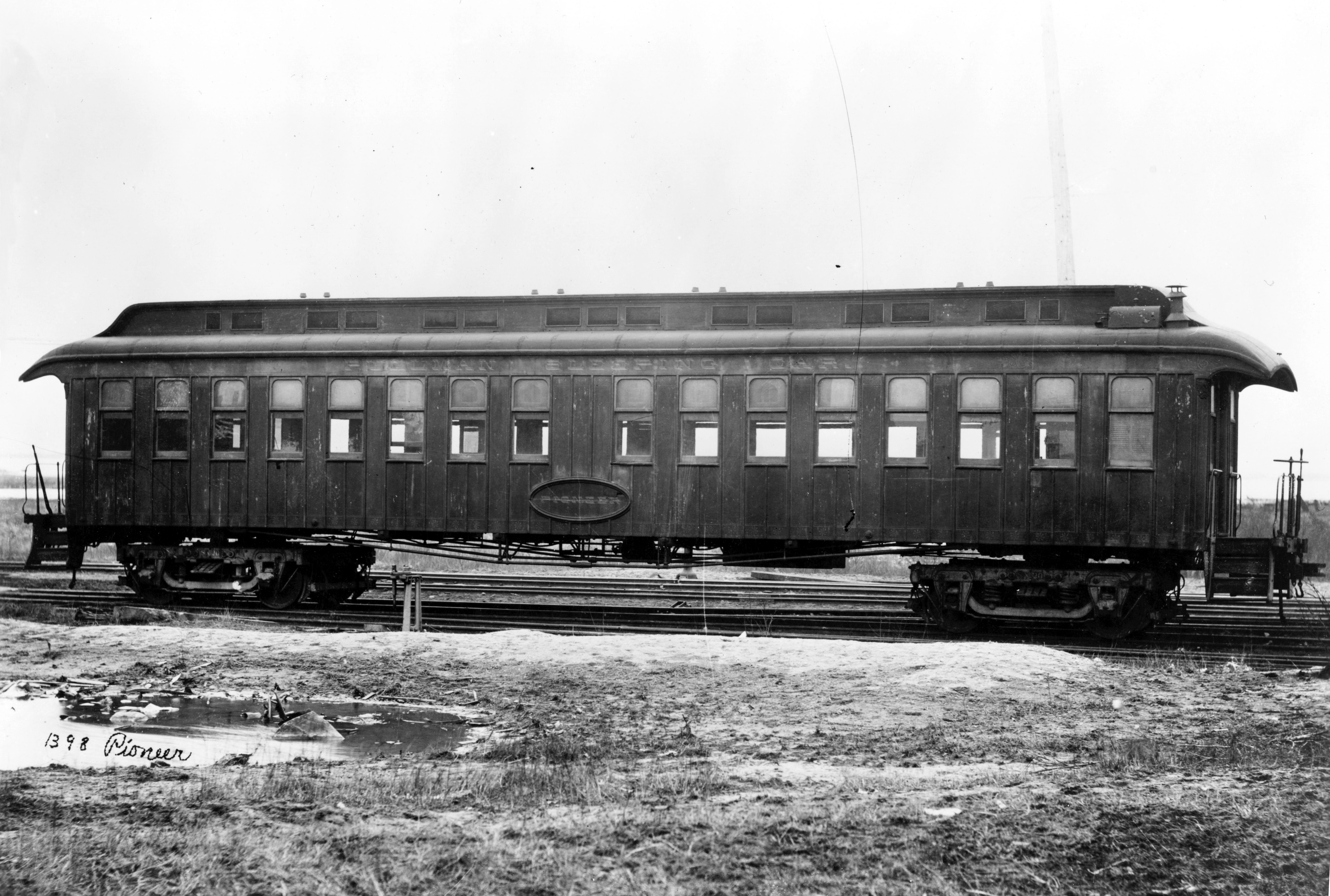
Pullmanwagen in den USA, Ende des 19. Jahrhunderts

Der Begriff leitet sich von George Mortimer Pullman ab, einem amerikanischen Unternehmer. Dieser war der Gründer der Pullman Palace Car Company in Pullman City bei Chicago. Er entwickelte besonders luxuriös ausgestattete Schlaf-, Speise- und Salonwagen, letztere im amerikanischen Sprachgebrauch als „Parlour cars“ bezeichnet. Die Fahrzeuge stellte er auf eigene Rechnung den Fernzügen der großen US-Eisenbahngesellschaften bei. Diese Pullmanwagen wurden ausschließlich als Drehgestellwagen gebaut. Die Wagen zeichneten sich durch Verwendung besonders bequemer Sitz- und Schlafeinrichtungen sowie eine reiche Innenausstattung aus.

## Pullmanwagen in Großbritannien

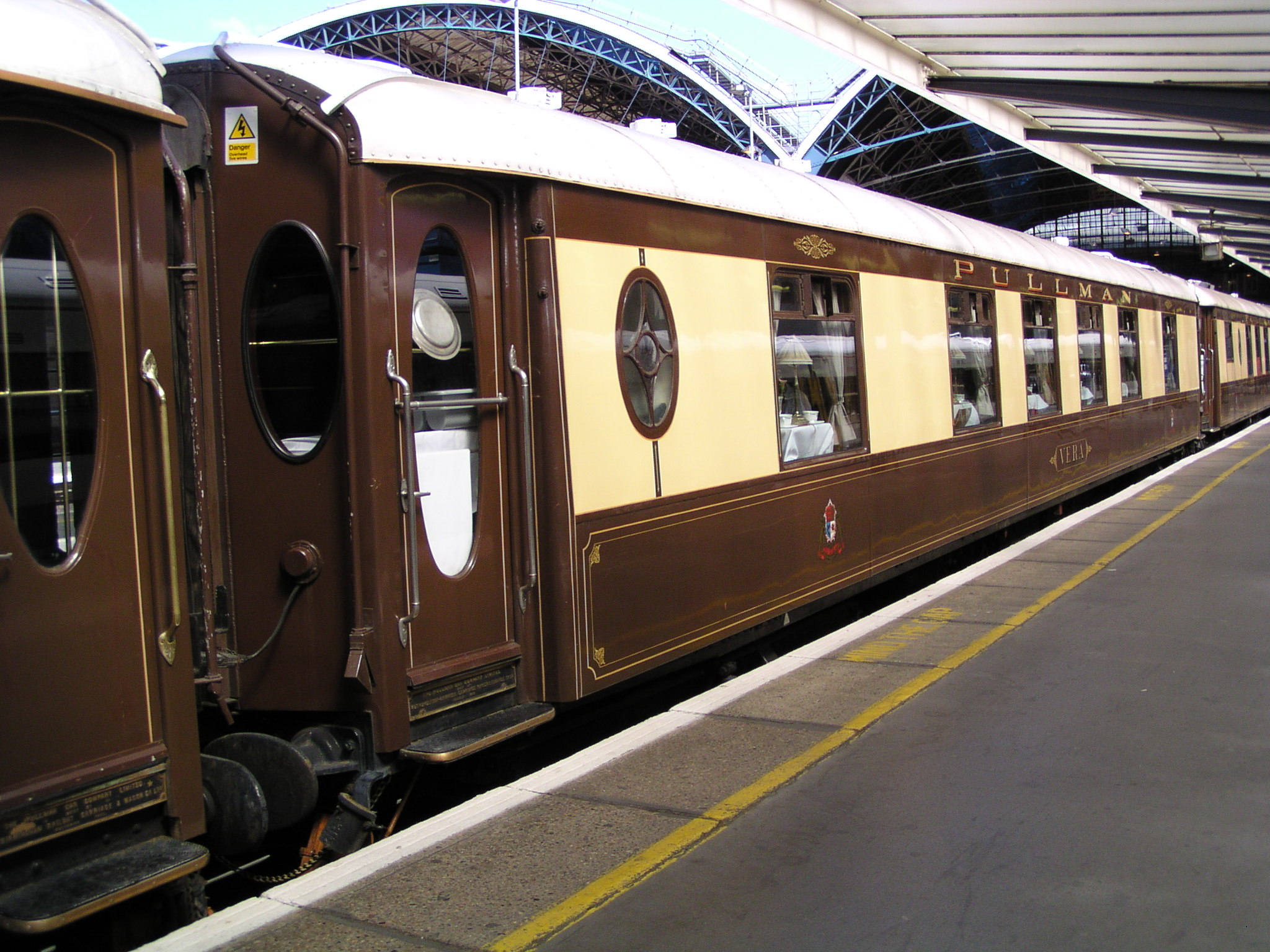
Britischer Pullmanwagen „Vera“ im Bahnhof London Victoria

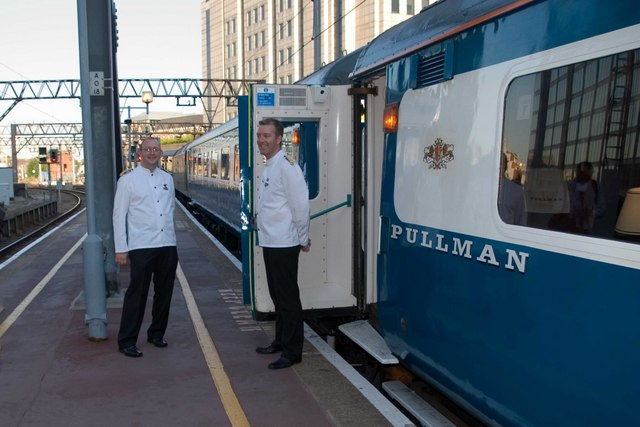
BR-Pullmanwagen aus dem Jahr 1960 als museal erhaltenes Fahrzeug im Einsatz

Nachdem die Pullman Palace Car Company ab 1876 begonnen hatte, ihre Wagen auch in Europa einzusetzen, wurde der Begriff auch für die europäischen Schlafwagen der Gesellschaft verwendet, die vor allem in Großbritannien und Italien für einige Jahre den Schlafwagen der CIWL Konkurrenz machten. Während die CIWL es auf dem Kontinent relativ schnell schaffte, die Konkurrenz der Pullmangesellschaft zu beseitigen, blieb diese in Großbritannien aktiv, gab allerdings nach einigen Jahren das Schlafwagengeschäft auf. Der Schlafwagenbetrieb wurde danach im Unterschied zu den meisten kontinentalen Bahnen von den britischen Bahngesellschaften selber übernommen.
1906 verkaufte die amerikanische Muttergesellschaft die britische Gesellschaft, die Pullman Car Company (PCC), an den Verleger und Politiker Davison Dalziel. Nach dem Ersten Weltkrieg übernahm die CIWL die britische Gesellschaft von Dalziel, der dafür Verwaltungsratsvorsitzender der CIWL wurde. Allerdings wurde diese Übernahme lange Jahre verschwiegen, offiziell gab die CIWL lediglich an, dass sie mit der britischen Pullmangesellschaft freundschaftlich zusammenarbeite. Bereits seit 1881 setzte die Pullmangesellschaft neben Schlafwagen auf den britischen Strecken besonders luxuriös ausgestattete Großraumwagen ein, die sich von den als Abteilwagen ausgeführten Salonwagen der CIWL deutlich unterschieden und auch von der Gesellschaft selbst die Bezeichnung Pullmanwagen erhielten. Kennzeichnend für diese Pullmanwagen war der Am-Platz-Service. In Abstimmung mit den privaten Eisenbahngesellschaften setzte die Pullmangesellschaft zum Teil eigenständige Pullmanzüge ein, zum Teil wurden einzelne Pullmanwagen oder Wagengruppen  normalen Expresszügen beigestellt. Ab 1932 setzte die PCC mit dem Brighton Belle zwischen London und Brighton auch Pullmanwagen in Form von elektrischen Triebwagen ein.
In Großbritannien übernahm British Railways (BR) bzw. die British Transport Commission 1954 die PCC. Noch in den 1960er Jahren beschaffte BR neue Pullmanwagen. Daneben nahm BR auch Dieseltriebwagen (BR-Klasse 251/261) mit Pullman-Ausstattung in Dienst. In den 1970er Jahren stellte BR allerdings die meisten Pullmanwagen ab, als letzter Zug mit Pullmanwagen verblieb bis 1985 der „Manchester Pullman“ zwischen Manchester und London. Ein Teil der britischen Pullmanwagen wird inzwischen von der Belmond Ltd., der Betreibergesellschaft des Venice-Simplon-Orient-Express (VSOE) im Belmond British Pullman, dem Zubringer zum VSOE zwischen London und den Kanalhäfen sowie bei Schienenkreuzfahrten eingesetzt, andere sind im Bestand von britischen Museumsbahnen.

## Pullmanwagen in Kontinentaleuropa

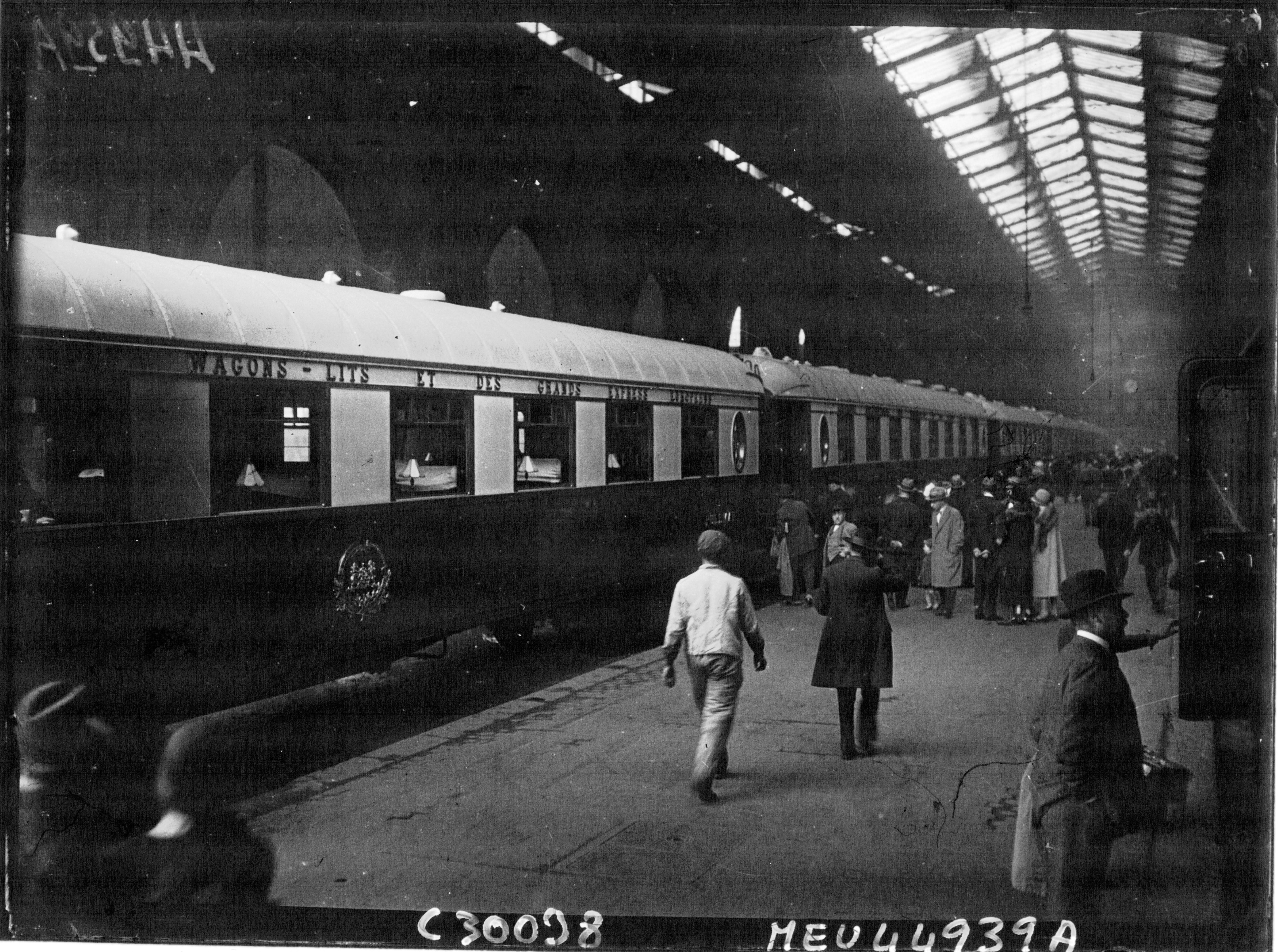
CIWL-Pullmanwagen im Etoile du Nord (1927)

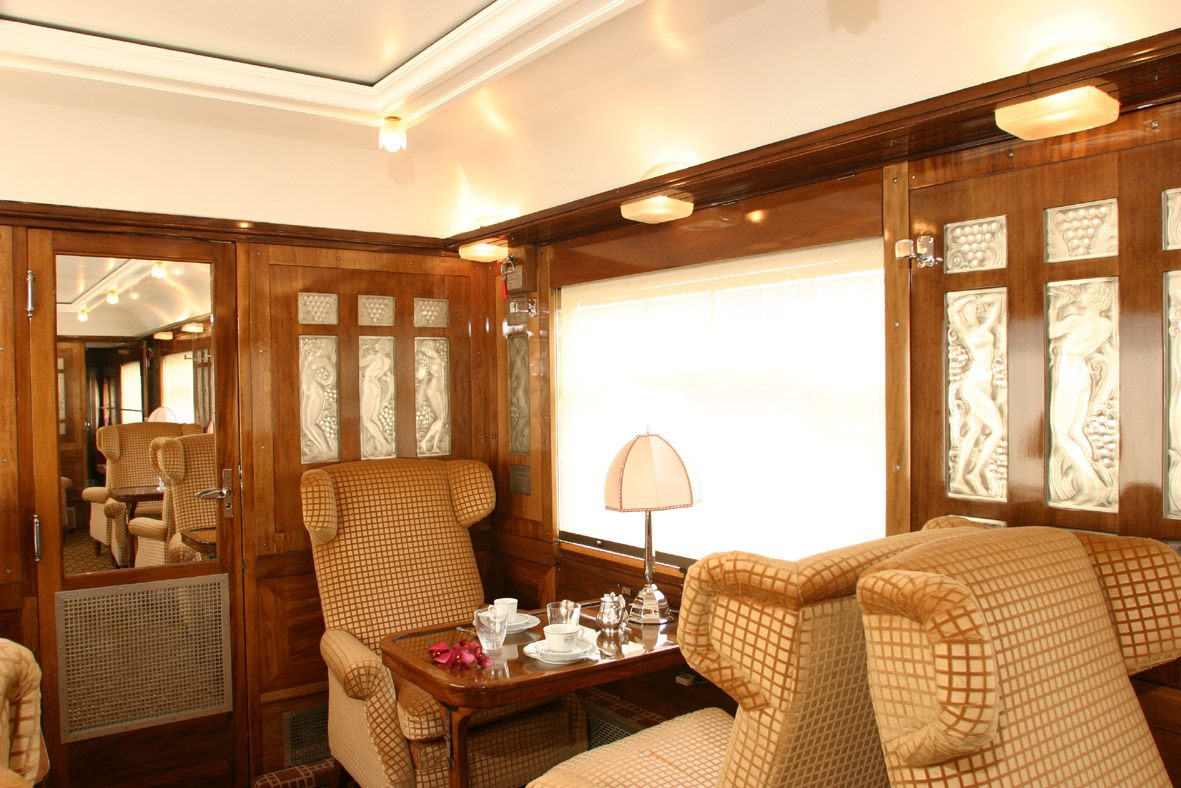
Interieur in einem CIWL-Pullmanwagen der Serie Fleche d'Or

Ab 1925 führte die Compagnie Internationale des Wagons-Lits auch auf dem Kontinent Luxuszüge mit Pullmanwagen nach britischem Vorbild ein, nachdem sie bislang in ihren Luxuszügen nur Schlaf- und Speisewagen sowie herkömmliche Salonwagen eingesetzt hatte. Diese als Pullman-Express oder Pullmanzug bezeichneten Züge wiesen zunächst ausschließlich Wagen der 1. Klasse auf und wurden als komfortable Tagesverbindung mit Bedienung am Platz angeboten. Neben komplett aus Pullmanwagen zusammengestellten Luxuszügen setzte die CIWL wie auch die britische Pullmangesellschaft außerdem einzelne Pullmanwagen ein, die in normale Schnellzüge eingestellt wurden. Die Wagen verkehrten vorwiegend in Frankreich, den Benelux-Staaten, Italien und Rumänien, einzelne Zug- und Wagenläufe gab es auch in die Schweiz und nach Österreich. Die eingesetzten Pullmanwagen besaßen etwa zur Hälfte eine Küche. In der Regel wurden daher ein Wagen ohne und ein Wagen mit Küche gemeinsam als sogenannte Couplage eingesetzt. Charakteristisch für diese Wagen waren die ovalen Fenster in den Außentüren, den Toilettenräumen sowie im Gang gegenüber den Toiletten. Die Pullmanwagen der ersten Klasse hatten Tische mit zwei Sesseln zu beiden Seiten eines Mittelganges sowie an beiden Enden Abteile mit vier Plätzen. Die ersten Bauserien für den Einsatz im Sud-Express und dem Flèche d’Or erhielten analog zu den britischen Pullmanwagen eine Farbgebung in Crème/Braun. Ab 1927 wurden die weiteren Bauserien in Crème/Blau ausgeliefert, die älteren Wagen erhielten ab 1932 ebenfalls diese Farbgebung. Als Weiterentwicklung der Pullmanwagen 1. Klasse erschien noch der Typ Côte d’Azur mit einer Sitzgruppe weniger, verstellbaren Sesseln und mehr Beinfreiheit. Beginnend mit den Wagen für den Étoile du Nord beschaffte die CIWL auch Pullmanwagen 2. Klasse, die aber zunächst nur in einzelnen Zügen eingesetzt wurden. Die Pullmanwagen der zweiten Klasse hatten Tische mit zwei oder vier Sitzplätzen und einen Mittelgang. Im Zuge der Weltwirtschaftskrise führte die CIWL die Pullmanwagen für die 2. Klasse generell ein, nur der Sud-Express und der Flèche d’Or blieben noch einige Jahre exklusiv der 1. Klasse vorbehalten. Ende 1932 verfügte die CIWL über 200 Pullmanwagen, ein später nicht mehr erreichter Höchststand. Bereits Mitte der 1930er Jahre sank der Bedarf an Wagen spürbar und die CIWL ließ bis 1939 bereits 60 davon zu Speisewagen umbauen.

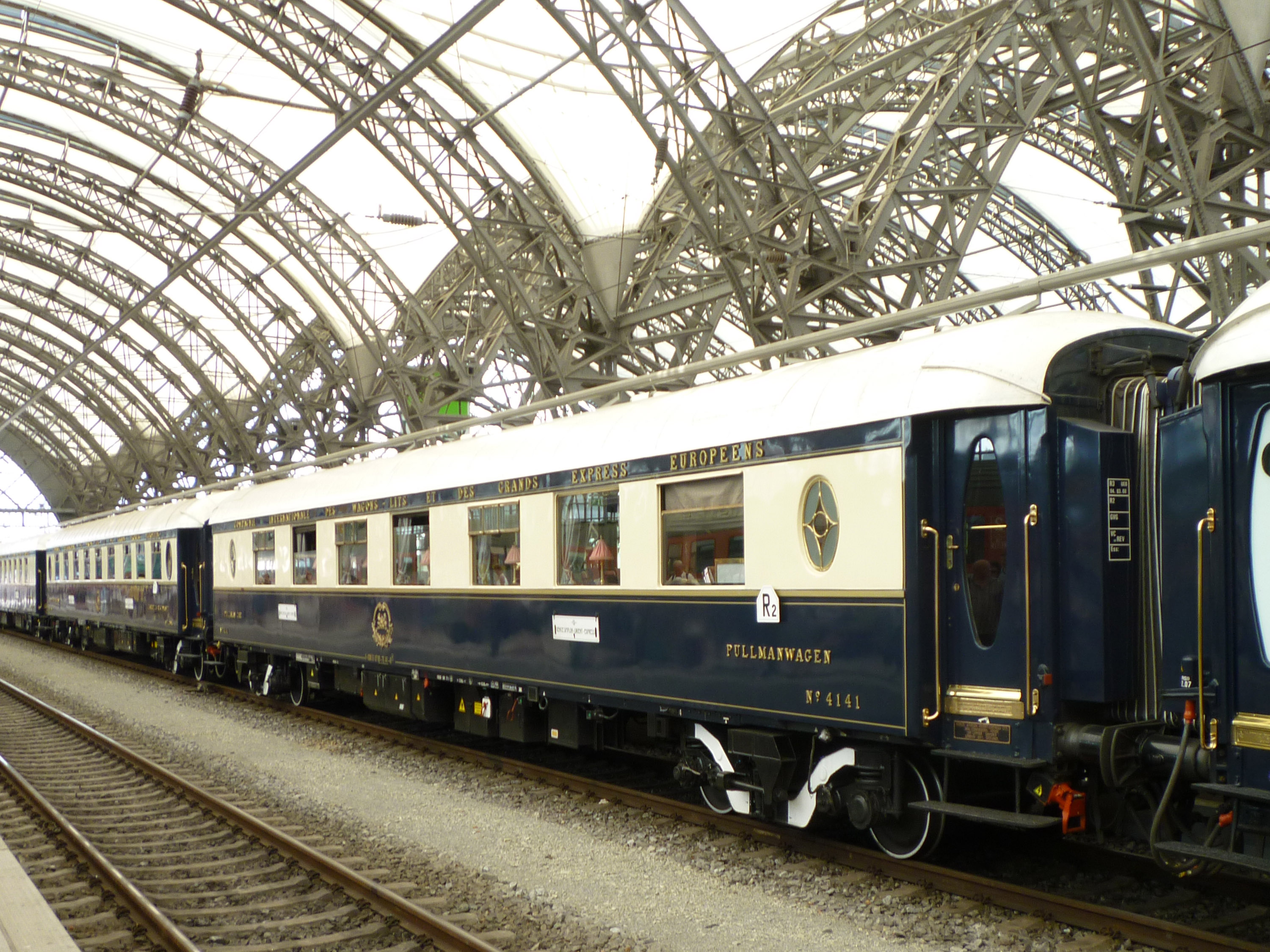
Ex CIWL-Pullmanwagen 4141 im VSOE

Weitere Pullmanwagen, die jedoch nicht im Besitz der CIWL waren, beschaffte in Spanien die Compañía de los Ferrocarriles Andaluces für ihren ab 1929 eingesetzten Andalucia-Pullman-Express zwischen Sevilla und Granada bzw. Málaga. Mit der Bewirtung der Wagen war die CIWL beauftragt worden. Der Zug war jedoch kein Erfolg und wurde bereits 1930 wieder eingestellt. Die sechs beschafften Wagen wurden teils für Sondereinsätze beibehalten, teils in Wagen der 1. Klasse umgebaut.
Nach Deutschland verkehrten Pullmanwagen der CIWL ausschließlich in einem Zuglauf, dem zwischen 1929 und 1939 verkehrenden Ostende-Köln-Pullman-Express. Die Deutsche Reichsbahn beschaffte jedoch ab 1928 für ihren neuen Fernschnellzug (FD) Rheingold luxuriös ausgestattete Reisezugwagen in Großraumausführung mit Service am Platz und integrierten Küchen. Das Konzept entsprach damit weitgehend dem der CIWL, die sogenannten Rheingold-Wagen wurden jedoch aus markenrechtlichen Gründen nicht als Pullmanwagen bezeichnet.

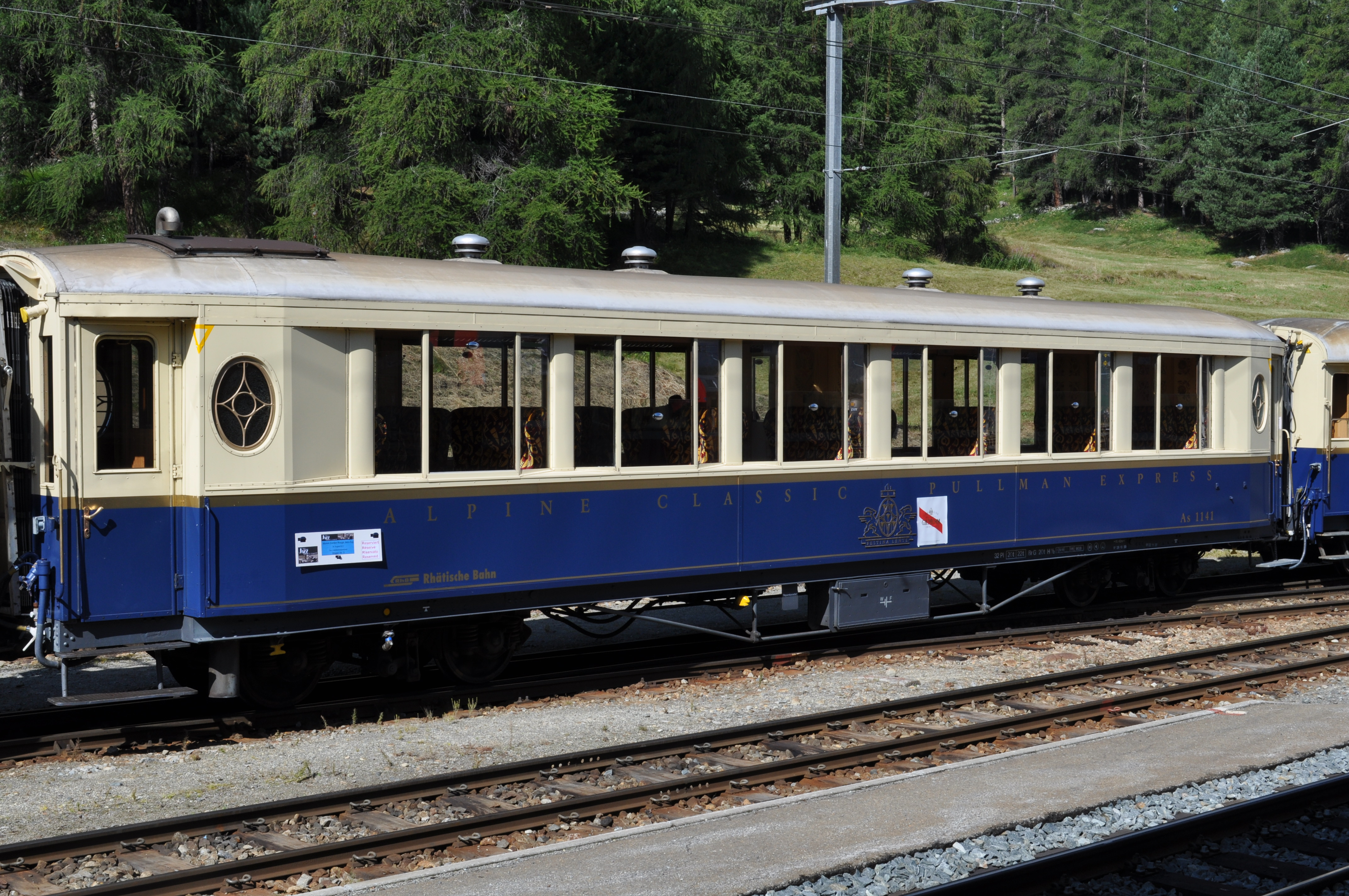
Pullmanwagen der Rhätischen Bahn

Auch auf Meterspur gab es einen Pullmanzug, den Golden Mountain Pullman Express der Montreux-Berner Oberland-Bahn, der jedoch nur im Sommer 1931 verkehrte und danach mangels Erfolg eingestellt wurde. Für diesen Zug wurden nach dem Vorbild des 1915 gebauten MOB-Wagens AB4 75 (später As 102) mit dreiteiligen Aussichtsfenstern vier Wagen für die CIWL neu gebaut. 1939 wurden diese Wagen an die Rhätische Bahn verkauft, wo sie heute noch als Alpine Classic Pullman Express für Sonderfahrten erhalten sind. 2004 baute die MOB vier Wagen für den fahrplanmäßigen Zug Golden Pass Classic um, die im Stil von den CIWL-Pullmanwagen inspiriert sind. Ebenfalls auf Meterspur verkehrten die sechs 1929 beschafften Pullmanwagen der schmalspurigen Ferrocarriles Vascongados im Baskenland zwischen Bilbao und San Sebastián, die bis 1932 von der CIWL bewirtschaftet wurden. Sie blieben, abgesehen von kriegsbedingten Unterbrechungen, bis 1977 im Einsatz.
Mit Ausbruch des Zweiten Weltkriegs wurde der Betrieb der Pullmanwagen eingestellt. Einige der Wagen (bekannt sind die Wagen mit den Nummern 4152 und 4159) wurden für Befehlszüge des Militärs herangezogen, die meisten jedoch in Werkstätten der CIWL oder auf entlegenen Bahnhöfen abgestellt. Planungen im weiteren Kriegsverlauf, außer CIWL-Schlaf- und Speisewagen auch Pullmanwagen für Befehlszüge von Größen des Dritten Reichs heranzuziehen, wurden nicht mehr realisiert. Laut Angaben von Zeitzeugen, die Claude Lanzmann für seinen Film Shoah interviewte, sollen Pullmanwagen vereinzelt auch in Deportationszügen in die Vernichtungslager Sobibor und Treblinka eingesetzt worden sein. 1946 fanden sich noch 120 Pullmanwagen im Bestand der CIWL. 11 Wagen waren infolge von Kriegsschäden ausgemustert worden.
Nach dem Krieg wurden die verbliebenen Wagen zum Teil wieder in Betrieb genommen und noch bis etwa Mitte der 1960er Jahre Schnellzügen beigestellt, vor allem in Frankreich und Italien, vereinzelt auch in Österreich, Spanien und Rumänien. Die Pullman-Dienste in Rumänien endeten bereits 1947 wieder und die dort verbliebenen Wagen wurden nach Frankreich überstellt. Mit der europaweiten Einführung des Zwei-Klassen-Systems 1956 wurden alle Pullmanwagen als Wagen der 1. Klasse eingestuft. Ein großer Teil der Pullmanwagen wurde in Speisewagen umgebaut, unter anderem auch für die erste Nachkriegsgeneration des Rheingold. Auch im Simplon-Orient-Express wurden versuchsweise Pullmanwagen eingesetzt, aber aufgrund mangelnder Nachfrage bald wieder abgezogen. Als einer der wenigen reinen Pullmanzüge verblieb für einige Jahre noch der Sud-Express auf seinem französischen Abschnitt zwischen Paris und Irun. Bereits 1960 war der Bestand der CIWL auf 49 Pullmanwagen reduziert worden. Bis 1969 führte der TEE Mistral einen Pullmanwagen 1. Klasse, der zu diesem Zweck mit neuen Drehgestellen und Klimaanlage ausgerüstet wurde. Die letzten Vorkriegs-Pullmanwagen – neue Wagen wurden für Kontinentaleuropa, anders als für Großbritannien, nach dem Krieg nicht mehr gebaut – wurden in Frankreich und Italien 1971 aus dem planmäßigen Einsatz zurückgezogen, zuletzt waren sie im französischen Abschnitt des Sud-Express und in einem Rapido zwischen Mailand und Rom eingesetzt worden. Die Dienste im Flèche d’Or endeten bereits 1969. Von der CIWL wurden die 1971 noch vorhandenen 11 Wagen noch einige Jahre für einzelne Sonderleistungen verwendet.
Ein Teil der alten Pullmanwagen wurden von den Betreibern des Nostalgie-Istanbul-Orient-Express und des Venice Simplon-Orient-Express sowie verschiedenen Museumsbahnen erworben. Die renovierten Wagen werden in Charterzügen europaweit eingesetzt. Weitere Wagen stehen in Eisenbahnmuseen, so der Wagen 4018 in der Cité du train im französischen Mülhausen. Eine Reminiszenz an die zu den ersten europäischen Großraumwagen zählenden Pullmanwagen ist das Nebengattungszeichen „p“ im UIC-Bauart-Bezeichnungssystem für Reisezugwagen, das für Großraumwagen steht und vom Anfangsbuchstaben P abgeleitet ist.

## CIWL-Pullmanwagen außerhalb Europas

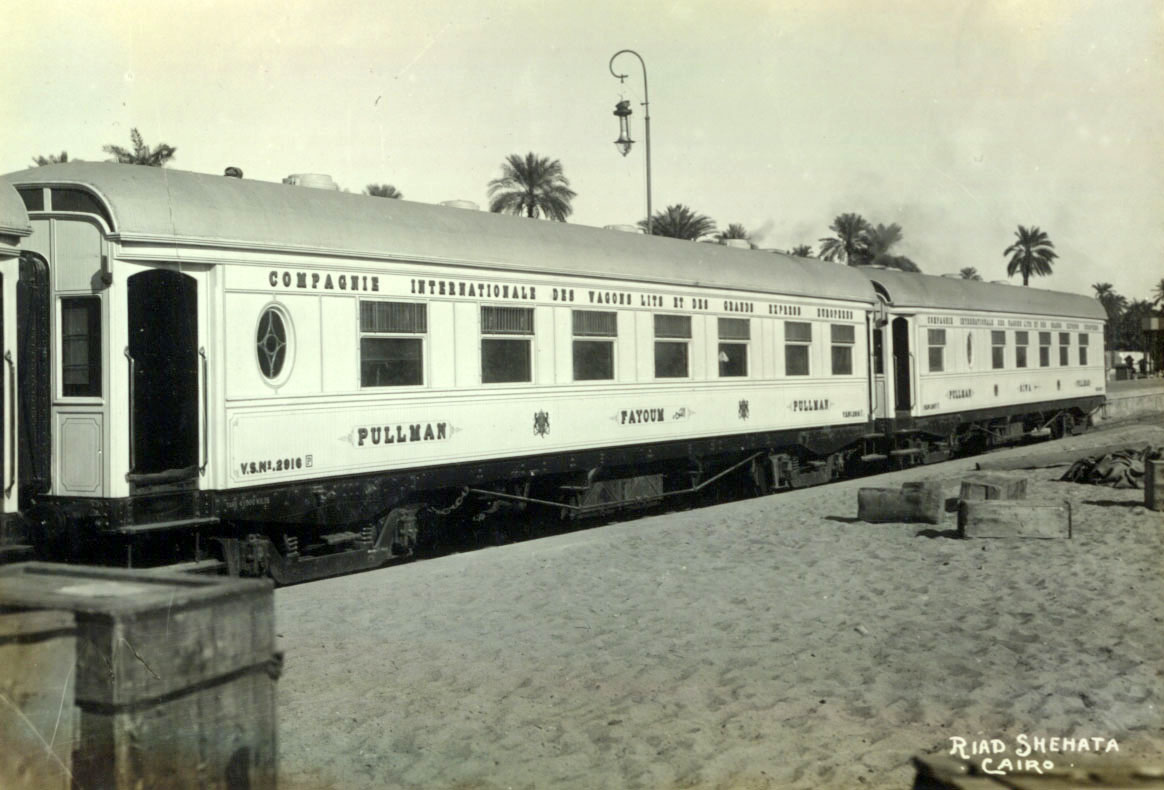
In Ägypten ab 1926 eingesetzte Pullmanwagen der CIWL

Ab 1926 setzte die CIWL auch außerhalb Europas Pullmanwagen ein. Sie führte in Ägypten zunächst einzelne Pullmanwagen ein, ab 1929 verkehrte bis Kriegsausbruch der Sunshine-Pullman-Express zwischen Kairo und Luxor. Abweichend von den europäischen CIWL-Wagen erhielten die Wagen eine weiße Außenlackierung, die Sessel erhielten keinen Stoff-, sondern Lederbezug. Die Wagen gingen nach dem Zweiten Weltkrieg in den Besitz der Ägyptischen Staatsbahnen über.
1937 wurden von der CIWL zusammen mit acht Schlafwagen auch zwei Pullmanwagen auf dem für Transporte von Eisenbahnfahrzeugen spezialisierten Frachter „Belpamela“ nach Hongkong verschifft. Ein geplanter Einsatz in China scheiterte aber am Ausbruch des Chinesisch-Japanischen Krieges.

## Weitere als Pullmanwagen bezeichnete Fahrzeuge
Bei der Straßenbahn Leipzig wurden 1925 erstmals Straßenbahnwagen (GLSt- bzw. LVB-Typen 22 und 56) mit vorn und hinten heruntergezogenen Oberlichtdächern beschafft, die wegen der äußeren Ähnlichkeit bald den Spitznamen „Pullmanwagen“ erhielten. Dieselbe Eigenart weisen auch die Triebwagen-Baureihe ET505 der Cöln-Bonner Kreisbahnen (später KBE) auf. Aufgrund ihrer vergleichsweise komfortablen Ausstattung umgangssprachlich als „Pullmanwagen“ bezeichnet wurden auch die ebenfalls ab 1925 gelieferten Baureihen F und G der Straßenbahn Frankfurt am Main. Bei der Straßenbahn Zürich traf dies auf die ab 1940 gebauten Schweizer Standardwagen zu, in Rumänien auf die Baureihen Gb 2/2 und V954.
Die türkische Staatsbahn Türkiye Cumhuriyeti Devlet Demiryolları bezeichnet die Einheitsklasse in ihren Fernzügen als „Pullman“. Dies umfasst alle Personenwagen mit Ausnahme der Schlaf- und Liegewagen, diese werden daher landläufig als „Pullmanwagen“ bezeichnet. Lediglich in den Hochgeschwindigkeitszügen (Yüksek Hızlı Tren) der TCDD werden mehrere Klassen geführt und in Anlehnung an den Flugverkehr als „Economy“ und „Business“ bezeichnet.